# Tumkur (huyện)
Huyện Tumkur là một huyện thuộc bang Karnataka, Ấn Độ. Thủ phủ huyện Tumkur đóng ở Tumkur. Huyện Tumkur có diện tích 10598 ki lô mét vuông. Đến thời điểm năm 2001, huyện Tumkur có dân số 2579516 người.